# Peperomia gładka
Peperomia gładka (Peperomia glabella (Sw.) A.Dietr.) – gatunek rośliny z rodziny pieprzowatych (Piperaceae). Pochodzi z Karaibów i Florydy. 

## Morfologia
Roślina o pędach wyprostowanych lub płożących się. Mają długość do 45 cm i są proste lub rozgałęziające się, zazwyczaj nagie, z licznym, czarnymi gruczołkami. Liście nagie, o kształcie od wąskoeliptycznego przez szerokoeliptyczny do jajowatego i długości do 4 cm, wyrastające na orzęsionych ogonkach. Blaszka liściowa ma zaokrągloną nasadę, wierzchołek ostry lub krótkospiczasty i 3-5 nerwów. Kwiaty zebrane w  1-4, gęsto zbite kłosy o długości 3-13 cm. Podczas dojrzewania owoców kłosy mają średnicę 2-3 mm. Owocki kuliste lub szeroko jajowate, o rozmiarach 0,7-0,8 x 0,6-0,7 mm z ukośnie stożkowatym dzióbkiem.

## Biologia
Roślina wiecznie zielona, rosnąca na ziemi, lub na drzewach, jako epifit. Kwitnie przez cały rok.

## Zastosowanie
Jest uprawiana jako roślina ozdobna. Oprócz typowej formy gatunku istnieją formy ozdobne, np. 'Variegata' o jasno obrzeżonych liściach.